# David Bisconti
David Carlos Nazareno Bisconti (Murphy, provincia de Santa Fe, Argentina; 22 de septiembre de 1968) es un exfutbolista argentino.

## Trayectoria
Bisconti se inició futbolísticamente en Rosario Central. Su posición original fue la mediocampista ofensivo, pero luego derivó en la de delantero, aunque alternó ambas durante su carrera. Su debut se produjo el 20 de marzo de 1988, en un encuentro en el que Central derrotó a Deportivo Español 4-0; el entrenador canalla era Ángel Tulio Zof. En la temporada siguiente consiguió la titularidad, en un equipo plagado de juveniles que tuvo un gran rendimiento. Así compartió cartel con jugadores como Juan Antonio Pizzi y José Chamot. El 30 de septiembre de 1990 le convierte a Boca el que sería el gol de la victoria centralista en La Bombonera; en la fecha siguiente le convirtió tres goles a Newell's, aunque su equipo terminaría perdiendo. A Boca le convirtió otros dos goles en su etapa en Central; a River también le convirtió en tres oportunidades: una de ellas a través de un magnífico tiro libre el 9 de agosto de 1992, que le otorgó la victoria al canalla. Se convirtió en titular indiscutido durante los primeros años de la década de 1990; durante 1991 fue convocado a la Selección Argentina. El 19 de abril de 1992 ante Platense tuvo que ocupar el puesto de arquero sobre el final del partido debido a la expulsión de Roberto Bonano, quien había derribado en el área a Darío Scotto. El propio goleador calamar ejecutó el penal, siendo atajado por Bisconti, evitando una derrota más abultada a esa altura del partido. Al dejar el club en 1993, había acumulado 161 partidos jugados y 32 goles.
Es transferido al fútbol japonés, que disputaba sus primeras temporadas profesionales. Allí consigue grandes actuaciones, obteniendo el título en el año 1995 con Yokohama Marinos, convirtiendo 27 goles en la temporada; uno de ellos fue el gol de la victoria en el partido de ida de la final ante Verdy Kawasaki, el 30 de noviembre.
En 1997 pasa a Universidad Católica de Chile, donde comparte equipo con Alberto Acosta; consigue un nuevo título, el Torneo Apertura, y además se consagra como goleador del torneo con 15 tantos. La temporada siguiente viste la casaca de Badajoz, club del que se había hecho dueño el presentador de televisión argentino Marcelo Tinelli. Llega junto a otros compatriotas para jugar en la Segunda División de España, pero los resultados deportivos no son buenos y Bisconti retorna a Argentina, jugando un año en Gimnasia de Jujuy. En el año 2000 vuelve a fútbol japonés, vistiendo las casacas de Avispa Fukuoka y Sagan Tosu. En 2002 se retira de la actividad profesional, aunque durante un tiempo juega en el club de su pueblo Murphy, Unión y Cultura, de la Liga Venadense de Fútbol.

## Selección nacional
Bisconti fue convocado en 1991 por Alfio Basile, que comenzaba su ciclo al frente del equipo nacional. Debutó el 19 de febrero en el Gigante de Arroyito frente a Hungría. Disputó los siguientes encuentros amistosos, destacándose el que enfrentó a la albiceleste con Brasil, habiendo convertido un gol en la igualdad en tres tantos. Su último encuentro en cancha fue en el Old Trafford de Mánchester ante Rusia, por la England Challenge Cup. El 23 de septiembre de 1992 integró el banco de suplentes en el encuentro ante Uruguay por la Copa Lipton, trofeo que quedó en manos argentinas.

### Participaciones en la Selección
| Instancia             | Fecha                 | Rival          | Resultado | Goles |
| --------------------- | --------------------- | -------------- | --------- | ----- |
| Amistoso              | 19 de febrero de 1991 | Hungría        | 2-0       | 0     |
| Amistoso              | 13 de marzo de 1991   | México         | 0-0       | 0     |
| Amistoso              | 27 de marzo de 1991   | Brasil         | 3-3       | 1     |
| Amistoso              | 19 de mayo de 1991    | Estados Unidos | 1-0       | 0     |
| England Challenge Cup | 23 de mayo de 1991    | Rusia          | 1-1       | 0     |

## Estadísticas
| Club                 | País      | Año       | Partidos | Goles |
| -------------------- | --------- | --------- | -------- | ----- |
| Rosario Central      | Argentina | 1988-1993 | 161      | 32    |
| Yokohama F. Marinos  | Japón     | 1993-1996 | 124      | 53    |
| Universidad Católica | Chile     | 1997-1998 | 56       | 34    |
| Badajoz              | España    | 1998-1999 | 13       | 2     |
| Gimnasia (J)         | Argentina | 1999-2000 | 21       | 3     |
| Avispa Fukuoka       | Japón     | 2000-2002 | 32       | 13    |
| Sagan Tosu           | Japón     | 2002      | 24       | 10    |

## Palmarés

### Torneos nacionales oficiales
| Título          | Club                 | País  | Año  |
| --------------- | -------------------- | ----- | ---- |
| J. League       | Yokohama F. Marinos  | Japón | 1995 |
| Torneo Apertura | Universidad Católica | Chile | 1997 |

### Distinciones individuales
| Distinción                               | Año  |
| ---------------------------------------- | ---- |
| Goleador de la Primera División de Chile | 1997 |